# Шалбузов, Шарапудин Мавлудинович
Шами́ль Мавлуди́нович Шалбу́зов (23 февраля 1993, Махачкала, Дагестан, Россия) — российский футболист, полузащитник.

## Карьера
В 2010 году играл за любительскую команду «Савёловская» из Москвы. В августе 2011 года перебрался в азербайджанский клуб «Ряван» из Мардакяна, за который в чемпионате Азербайджана провёл 8 матчей. В январе 2012 года находился на просмотре в «Кяпазе» из Гянджи. Летом 2013 года перешёл в каспийский «Дагдизель», за который дебютировал во Втором Дивизионе 9 августа 2013 года, выйдя на замену вместо Магомеда Муслимова на 46-й минуте выездного матча против пятигорского клуба «Машук-КМВ», завершившего победой клуба из Дагестана со счётом 2:0.